# Jack McMullen
Jack Michael McMullen (Liverpool, 22 de fevereiro de 1991) é um ator britânico.